# Кивсерт-Марги
Кивсе́рт-Марги́ (чув. Кивçурт Марка) — деревня в Чебоксарском районе Чувашской Республики. Входит в состав Ишакского сельского поселения.

## География
Находится в северной части Чувашии на расстоянии приблизительно 12 км на юг-юго-запад по прямой от районного центра поселка Кугеси.

## История
Известна с 1795 года как выселок деревни Маркова (ныне Сятра-Марги) с 8 дворами. В 1858 году было 243 жителя, в 1906 — 90 дворов, 451 житель, в 1926 — 99 дворов, 419 жителей, в 1939 −388 жителей, 1979—204. В 2002 году было 63 двора, в 2010 — 61 домохозяйство. В 1931 образован колхоз «Красноармеец».

## Население
Постоянное население составляло 147 человек (чуваши 97 %) в 2002 году, 124 в 2010.